# Blood Red Roses
Blood Red Roses je třicáté sólové studiové album anglického zpěváka Roda Stewarta. Vydáno bylo 28. září roku 2018 společností Republic Records. Spolu se Stewartem jej produkoval Kevin Savigar. První píseň z alba, nazvaná „Didn’t I“, byla zveřejněna již v červenci 2018. Základní verze alba obsahuje celkem třináct písní, speciální edice je doplněna o tři další. Již v březnu 2018 zpěvák oznámil, že album dokončil. Vydání však bylo oznámeno až v červenci.

## Seznam skladeb
1. Look in Her Eyes
2. Hole in My Heart
3. Farewell
4. Didn’t I
5. Blood Red Roses
6. Grace
7. Give Me Love
8. Rest of My Life
9. Rollin’ & Tumblin’
10. Julia
11. Honey Gold
12. Vegas Shuffle
13. Cold Old London

Bonusy
1. Who Designed the Snowflake
2. It Was a Very Good Year
3. I Don’t Want to Get Married